# Крижане серце 3
Крижане серце 3 (англ. Frozen III) — майбутній американський комп'ютерно-анімаційний музичний фентезійний фільм, знятий студією Walt Disney Animation Studios, продовження мультфільму «Крижане серце 2». Про фільм було офіційно оголошено генеральним директором Disney Бобом Айґером у лютому 2023 року, але жодних додаткових подробиць про виробництво поки не повідомляється. Дата виходу мультфільму невідома.

## Сюжет
Сюжет наразі невідомий.

## Виробництво
Перші чутки про третю частину серії фільмів «Холодному серцю» з'явилися в середині 2022 року, коли Крістен Белл та Ідіна Мензелл натякнули, кожна в окремому інтерв'ю на шоу Джиммі Феллона, що третій фільм дійсно планується, обмовившись при цьому, що ці їхні слова не є офіційним анонсом.
У період з 2020 по 2022 рік через епідемію коронавірусу та її вплив на кіновиробництво та прокат фільмів, а також з інших причин Disney не змогла створити анімаційний блокбастер звичного для себе масштабу. «Рая та останній дракон» і «Дивний світ» не змогли заробити в прокаті, «Енканто», хоча і вважався хітом, також не приніс очікуваного прибутку.  На цьому тлі, а також на тлі успіху інших анімаційних студій у поданні касових хітів, Disney був змушений сформулювати план повернення своїх анімаційних студій до прибутковості. У світлі цього в розмові з акціонерами Disney в лютому 2023 року генеральний директор компанії Боб Айґер оголосив, що в найближчі роки анімаційні студії Disney і Pixar зосередяться на успішних франшизах, що являють собою безпечні інвестиції, і оголосив про виробництво трьох сиквелів «Холодне серце 3» та «Звірополіс 2» від Disney та «Історія іграшок 5» від Pixar, чиї попередники заробили понад мільярд доларів кожен і були номіновані або отримали «Оскар». Водночас Айгер оголосив про звільнення 7000 співробітників компанії, що, як очікується, заощадить Disney 5 мільярдів доларів.